# 6335 Nicolerappaport
6335 Nicolerappaport eller 1992 NR är en asteroid i huvudbältet som upptäcktes den 5 juli 1992 av de båda amerikanska astronomerna Eleanor F. Helin och Jeff T. Alu vid Palomarobservatoriet. Den är uppkallad efter Nicole Rappaport.
Asteroiden har en diameter på ungefär 6 kilometer och den tillhör asteroidgruppen Eunomia.